# Manderbach

Ortsplan

Manderbach ist ein Stadtteil der Stadt Dillenburg im mittelhessischen Lahn-Dill-Kreis. Das Dorf hat etwa 2400 Einwohner.

## Geographische Lage
Manderbach liegt am östlichen Rande des Westerwaldes auf einem sonnigen Plateau, drei Kilometer nördlich von Dillenburg und ist einer von sieben Stadtteilen der Stadt Dillenburg (neben Donsbach, Eibach, Frohnhausen, Nanzenbach, Niederscheld und Oberscheld).

## Geschichte

### Ortsgeschichte
Die älteste bekannte urkundliche Erwähnung des Namens Manderbach datiert aus dem Jahre 1225 und fand somit bereits vor der erstmaligen Aufzeichnung des Namens der Kernstadt Dillenburg im Jahr 1254 statt. Der Ritter Eginolph von Manderbach wurde 1255 in einem Teilungsvertrag namentlich bezeichnet. Besiedelt wurde das Gebiet allerdings schon weit vor dieser Zeit. Ausgrabungen im Jahr 1955 konnten einen vorzeitlichen Kohlenmeiler freilegen, der das Vorhandensein einer Siedlung nahelegt. Die Herrschaft der beiden Adelsgeschlechter von Hunsbach und von Selbach ist überliefert.
In mittelalterlichen Urkunden wurden neben dem Namen Manderbach auch Obermanderbach, Niedermanderbach und Holzmanderbach aufgeführt, die vermutlich nahe gelegene Siedlungen bezeichneten.
In den Jahren 1575/76, 1581/82, 1597, 1625/26 und 1635 fielen überdurchschnittlich viele Einwohner der Pest zum Opfer.
In früheren Zeiten glich Manderbachs enge Bebauung mit teilweise strohgedeckten Häusern der in vielen umliegenden Orten und förderte im Jahr 1630 bei einem Blitzeinschlag in eine Scheune die schnelle Ausbreitung des Feuers, das innerhalb von 1,5 Stunden 38 Gebäude vernichtete. Am 12. Juni 1812 wurde bei einem ähnlichen Ereignis 22 Häuser zerstört, am 31. Mai 1815 15 Häuser und am 15. Juni 6 weitere Gebäude. Am 18. Juni 1825 wurden bei einem Großbrand 47 Wohnungen und 71 Scheunen durch Feuer zerstört, darunter auch die Kapelle und das Schulgebäude.
Die Einwohnerzahl stieg nach dem Zweiten Weltkrieg durch die Eingliederung von 312 Flüchtlingen stark an.
Infolge der Veränderungen haben seit 1945 viele Einwohner die Landwirtschaft als Erwerbsquelle durch Tätigkeiten in Industriebetrieben in Manderbach und Dillenburg ersetzt. Manderbach bietet aber weiterhin nicht durch den Lärm der Stadt gestörte Wohnmöglichkeiten. Vereinsleben und Gemeinschaftssinn binden noch viele Einwohner an den Ort.
Hessische Gebietsreform (1970–1977)
Im Zuge der Gebietsreform in Hessen wurde die bis dahin selbständige Gemeinde Manderbach am 31. Dezember 1971 auf freiwilliger Basis nach Dillenburg eingemeindet. Für den Stadtteil Manderbach wurde, wie für die anderen nach Dillenburg eingemeindeten ehemals eigenständigen Gemeinden, ein Ortsbezirk mit Ortsbeirat und Ortsvorsteher gebildet.

### Verwaltungsgeschichte im Überblick
Die folgende Liste zeigt die Staaten und Verwaltungseinheiten, denen Manderbach angehört(e):
- vor 1739: Heiliges Römisches Reich, Grafschaft/Fürstentum Nassau-Dillenburg, Amt Haiger
- ab 1739: Heiliges Römisches Reich, Fürstentum Nassau-Diez, Amt Haiger
- 1806–1813: Großherzogtum Berg,[Anm. 2] Département Sieg, Arrondissement Dillenburg, Kanton Dillenburg
- 1813–1815: Fürstentum Nassau-Oranien, Amt Dillenburg
- ab 1816: Herzogtum Nassau[Anm. 3] , Amt Dillenburg
- ab 1849: Herzogtum Nassau, Kreisamt Herborn[Anm. 4]
- ab 1854: Herzogtum Nassau, Amt Dillenburg
- ab 1867: Norddeutscher Bund[Anm. 5], Königreich Preußen,[Anm. 6] Provinz Hessen-Nassau, Regierungsbezirk Wiesbaden, Dillkreis[Anm. 7]
- ab 1871: Deutsches Reich, Königreich Preußen, Provinz Hessen-Nassau, Regierungsbezirk Wiesbaden, Dillkreis
- ab 1918: Deutsches Reich (Weimarer Republik), Freistaat Preußen, Provinz Hessen-Nassau, Regierungsbezirk Wiesbaden, Dillkreis
- ab 1932: Deutsches Reich, Freistaat Preußen, Provinz Hessen-Nassau, Regierungsbezirk Wiesbaden, Landkreis Dillenburg
- ab 1933: Deutsches Reich, Freistaat Preußen, Provinz Hessen-Nassau, Regierungsbezirk Wiesbaden, Dillkreis
- ab 1944: Deutsches Reich, Freistaat Preußen, Provinz Nassau, Dillkreis
- ab 1945: Amerikanische Besatzungszone,[Anm. 8] Groß-Hessen, Regierungsbezirk Wiesbaden, Dillkreis
- ab 1946: Amerikanische Besatzungszone, Hessen, Regierungsbezirk Wiesbaden, Dillkreis
- ab 1949: Bundesrepublik Deutschland, Hessen, Regierungsbezirk Wiesbaden, Dillkreis
- ab 1968: Bundesrepublik Deutschland, Hessen, Regierungsbezirk Darmstadt, Dillkreis
- ab 1972: Bundesrepublik Deutschland, Hessen, Regierungsbezirk Darmstadt, Dillkreis, Stadt Dillenburg[Anm. 9]
- ab 1977: Bundesrepublik Deutschland, Hessen, Regierungsbezirk Darmstadt, Lahn-Dill-Kreis, Stadt Dillenburg
- ab 1981: Bundesrepublik Deutschland, Hessen, Regierungsbezirk Gießen, Lahn-Dill-Kreis, Stadt Dillenburg

## Bevölkerung

### Einwohnerstruktur 2011
Nach den Erhebungen des Zensus 2011 lebten am Stichtag dem 9. Mai 2011 in Manderbach 2604 Einwohner. Darunter waren 99 (3,8 %) Ausländer. Nach dem Lebensalter waren 525 Einwohner unter 18 Jahren, 1167 zwischen 18 und 49, 516 zwischen 50 und 64 und 396 Einwohner waren älter. Die Einwohner lebten in 987 Haushalten. Davon waren 216 Singlehaushalte, 288 Paare ohne Kinder und 387 Paare mit Kindern, sowie 81 Alleinerziehende und 15 Wohngemeinschaften. In 1623 Haushalten lebten ausschließlich Senioren und in 714 Haushaltungen lebten keine Senioren.

### Einwohnerentwicklung
| Manderbach: Einwohnerzahlen von 1834 bis 2021 | Manderbach: Einwohnerzahlen von 1834 bis 2021 | Manderbach: Einwohnerzahlen von 1834 bis 2021 | Manderbach: Einwohnerzahlen von 1834 bis 2021 | Manderbach: Einwohnerzahlen von 1834 bis 2021 |
| --- | --------------------------------------------- | --------------------------------------------- | --------------------------------------------- | --------------------------------------------- |
| Jahr |                                               |                                               |                                               | Einwohner                                     |
| 1834 | 1834                                          |                                               | 489                                           | 489                                           |
| 1840 | 1840                                          |                                               | 520                                           | 520                                           |
| 1846 | 1846                                          |                                               | 500                                           | 500                                           |
| 1852 | 1852                                          |                                               | 467                                           | 467                                           |
| 1858 | 1858                                          |                                               | 460                                           | 460                                           |
| 1864 | 1864                                          |                                               | 503                                           | 503                                           |
| 1871 | 1871                                          |                                               | 514                                           | 514                                           |
| 1875 | 1875                                          |                                               | 515                                           | 515                                           |
| 1885 | 1885                                          |                                               | 559                                           | 559                                           |
| 1895 | 1895                                          |                                               | 569                                           | 569                                           |
| 1905 | 1905                                          |                                               | 628                                           | 628                                           |
| 1910 | 1910                                          |                                               | 715                                           | 715                                           |
| 1925 | 1925                                          |                                               | 834                                           | 834                                           |
| 1939 | 1939                                          |                                               | 920                                           | 920                                           |
| 1946 | 1946                                          |                                               | 1.206                                         | 1.206                                         |
| 1950 | 1950                                          |                                               | 1.236                                         | 1.236                                         |
| 1956 | 1956                                          |                                               | 1.197                                         | 1.197                                         |
| 1961 | 1961                                          |                                               | 1.236                                         | 1.236                                         |
| 1967 | 1967                                          |                                               | 1.336                                         | 1.336                                         |
| 1970 | 1970                                          |                                               | 1.378                                         | 1.378                                         |
| 1980 | 1980                                          |                                               | ?                                             | ?                                             |
| 1990 | 1990                                          |                                               | ?                                             | ?                                             |
| 1999 | 1999                                          |                                               | 2.572                                         | 2.572                                         |
| 2005 | 2005                                          |                                               | 2.664                                         | 2.664                                         |
| 2009 | 2009                                          |                                               | 2.634                                         | 2.634                                         |
| 2011 | 2011                                          |                                               | 2.604                                         | 2.604                                         |
| 2014 | 2014                                          |                                               | 2.560                                         | 2.560                                         |
| 2018 | 2018                                          |                                               | 2.517                                         | 2.517                                         |
| 2021 | 2021                                          |                                               | 2.432                                         | 2.432                                         |
| Datenquelle: Historisches Gemeindeverzeichnis für Hessen: Die Bevölkerung der Gemeinden 1834 bis 1967. Wiesbaden: Hessisches Statistisches Landesamt, 1968. Weitere Quellen: ; nach 1970 Stadt Dillenburg; Zensus 2011 |                                               |                                               |                                               |                                               |

### Historische Religionszugehörigkeit
| • 1885: | 0495 evangelische (= 88,55 %), 2 katholische (= 0,36 %) und 62 (= 11,09 %) andere Christen |
| • 1961: | 1121 evangelische (= 90,70 %) und 114 (= 9,22 %) katholische Einwohner                     |
| • 2018: | 1198 evangelische (= 47,60 %), 285 katholische (= 11,32 %) und 1034 andere Einwohner       |

## Politik
- SPD: 2
- CDU: 3

### Ortsbeirat
Für Manderbach besteht ein Ortsbezirk (Gebiete der ehemaligen Gemeinde Manderbach) mit Ortsbeirat und Ortsvorsteher nach der Hessischen Gemeindeordnung. Der Ortsbeirat besteht aus fünf Mitgliedern. Bei den Kommunalwahlen in Hessen 2021 betrug die Wahlbeteiligung zum Ortsbeirat 47,11 %. Für die Sitzverteilung siehe die nebenstehende Grafik. Der Ortsbeirat wählte Franziska Blicker (CDU) zur Ortsvorsteherin.

### Sonstiges
Im Jahr 2021 gründete sich die „Interessengemeinschaft Grundschulturnhalle Manderbach“, die sich aus verschiedenen Gremien der Grundschule (Schulelternbeirat, Förderverein etc.) heraus gegründet hat und sich für den Ausbau der Grundschule und vor allem dem Bau einer Grundschulturnhalle einsetzt.

## Kultur und Sehenswürdigkeiten

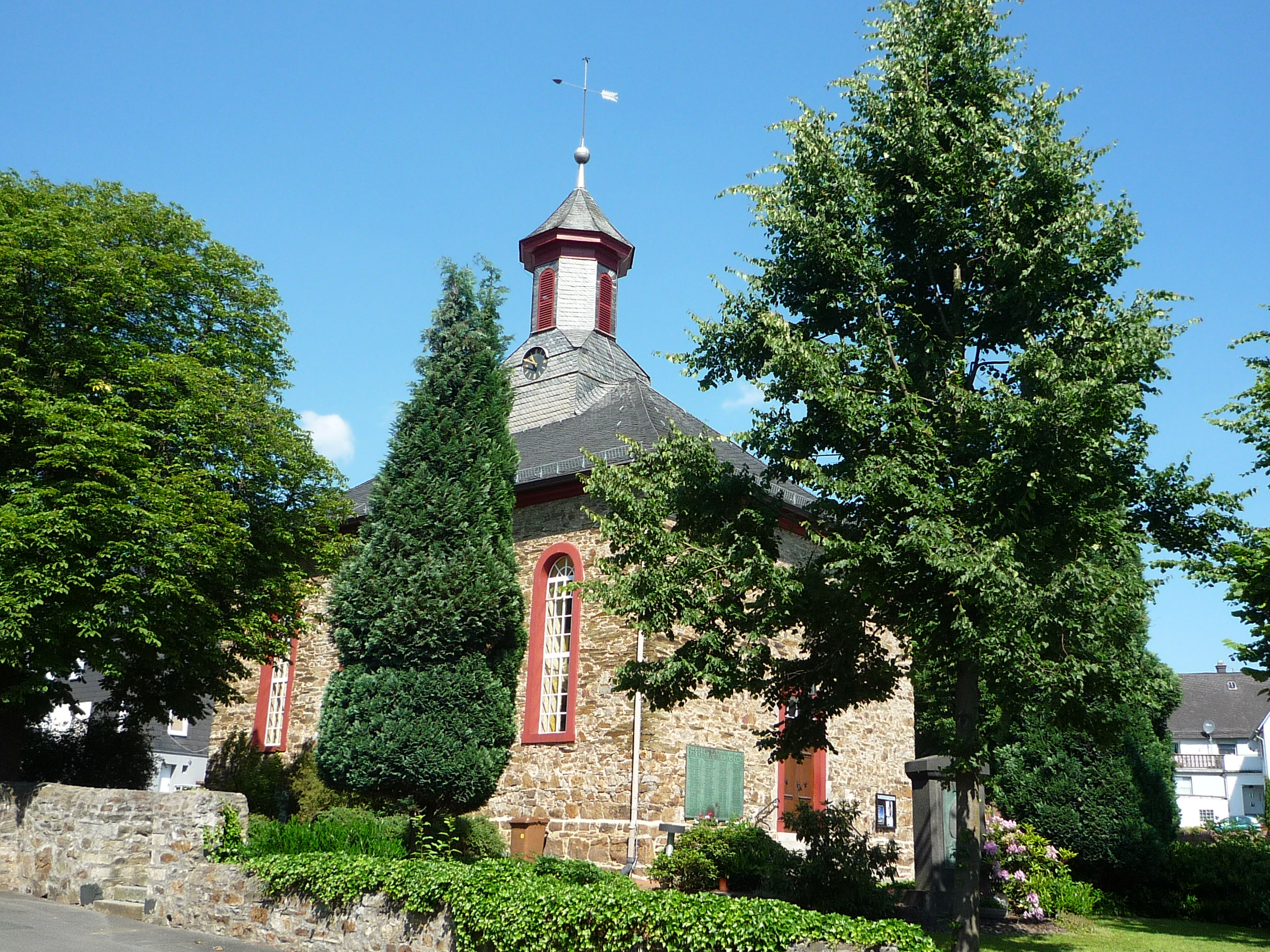
Evangelische Kirche

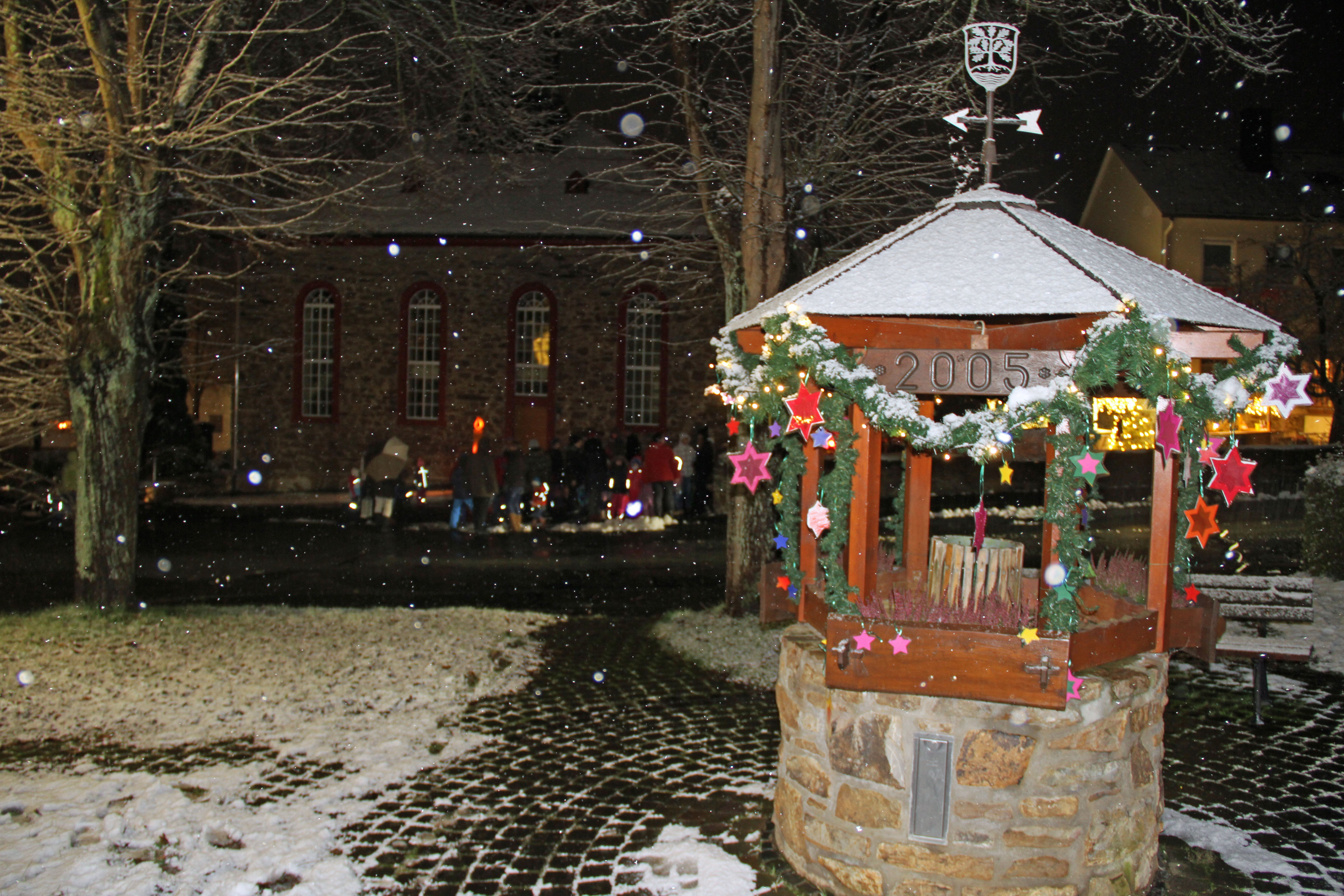
Der Dorfbrunnen im adventlichen „Kostüm“ (im Hintergrund die Kirche)

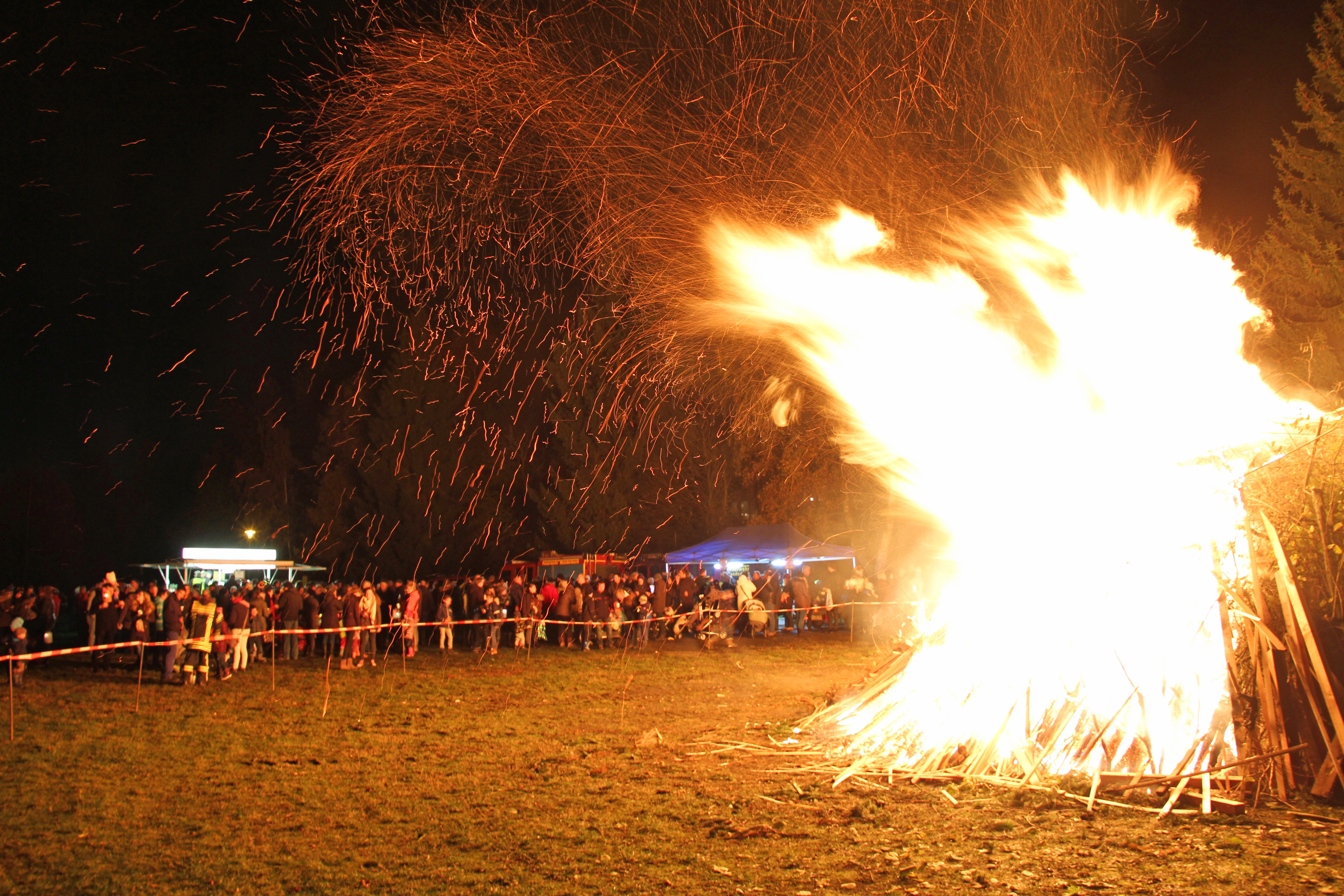
Martinsfeuer am Festplatz in Manderbach

### Bauwerke
- Dorfplatz mit Brunnen
- Evangelische Kirche

### Regelmäßige Veranstaltungen
Am Freitag vor dem Gedenkfest des Heiligen Martins am 11. November gibt es im Dorf ein großes Martinsfeuer. Organisiert wird die Veranstaltung von der örtlichen Freiwilligen Feuerwehr in Kooperation mit dem Kindergarten.
In der Adventszeit findet an jedem Freitagabend im alten Schulhof an der Kirche der „Adventszauber“ statt.

### Die Geschichte der „Manderbacher Krebse“

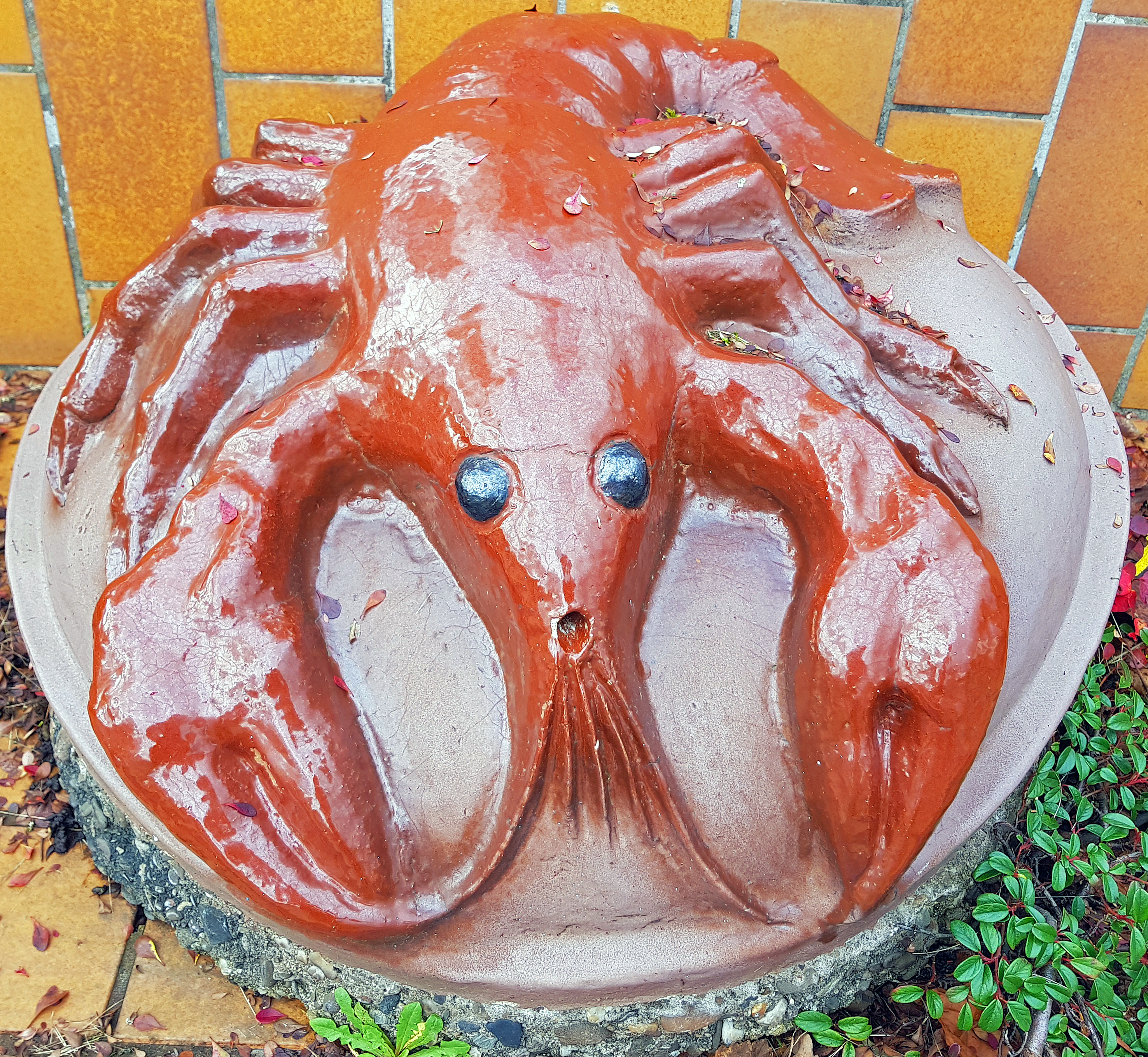
Der Manderbacher Krebs am Altwieser-Weiher

„Im Zuge der Aktion „Unser Dorf soll schöner werden“ beteiligte sich auch Manderbach an diesem Wettbewerb. Anfang Juli 1964 wurde durch die eifrige Mit- und Zusammenarbeit der Gemeindemitglieder, insbesondere des Bürgermeisters und der Vorsitzenden der verschiedenen Ortsvereine, eine erstaunliche Aktivität gezeigt, als es darum ging, dem Dorfbild ein erfreuliches Aussehen zu verleihen.
Es wurde u. a. eine großartige neue Brunnenanlage errichtet, welche die Kommission „in Sachen Dorfverschönerung“ unter die Lupe nahm.
Sicher wird sich manch einer wundern, wenn er sich die neue Brunnenanlage betrachtet, die die Manderbacher am Altwieser-Weiher (der Name stammt von der Flurbezeichnung Alte Wiese) errichtet; ziert doch diesen neuen Brunnen – ein Krebs.
Natürlich war man neugierig darauf, welche Bewandtnis es mit diesem Krebs hat.
Der Bürgermeister Oskar Hirschhäuser gab nähere Erläuterungen, wie es zu diesem „Brunnenschmuck“ kam:
Im Altwieser-Weiher, der seit mehr als hundert Jahren besteht und Löschwasserteich ist, befanden sich früher Fische. Es war üblich, ihn alle zwei Jahre abzulassen und zu säubern. Eines Tages stieß man dabei auf ein höchst merkwürdiges Tier. Die Manderbacher standen staunend um dasselbe herum und rätselten, welcher Art es wohl sein mochte, wobei sie allerdings zu keinem Ergebnis kamen. Schließlich holte man den Landrat zu Rate, in der Annahme, der müsse wohl wissen, was für ein Tier den alten Brandweiher „unsicher mache“. Nun, der Landrat wusste es. Er erklärte das „sagenumwobene Tier“ kurzerhand zu einem Krebs.
„Ja, aber das ist doch ein Krebs ihr Mannerbacher Krebse“ rief er aus, und damit hatten die Manderbacher diesen Scherznamen weg.
Zur Sicherheit legten sie das Tier an eine Kette, und somit befindet es sich noch heute im Altwieser-Weiher.
Zur Erinnerung an diese denkwürdige Geschichte beschlossen die Manderbacher dann, einen „Doppelgänger“ auf den neuen Brunnen zu setzen, womit also auch dessen Herkunft erklärt wäre.“

## Wirtschaft und Infrastruktur

### Tourismus
- Am Rothaarsteig gelegen
- Gut ausgebaute Wanderwege in den angrenzenden Waldgebieten

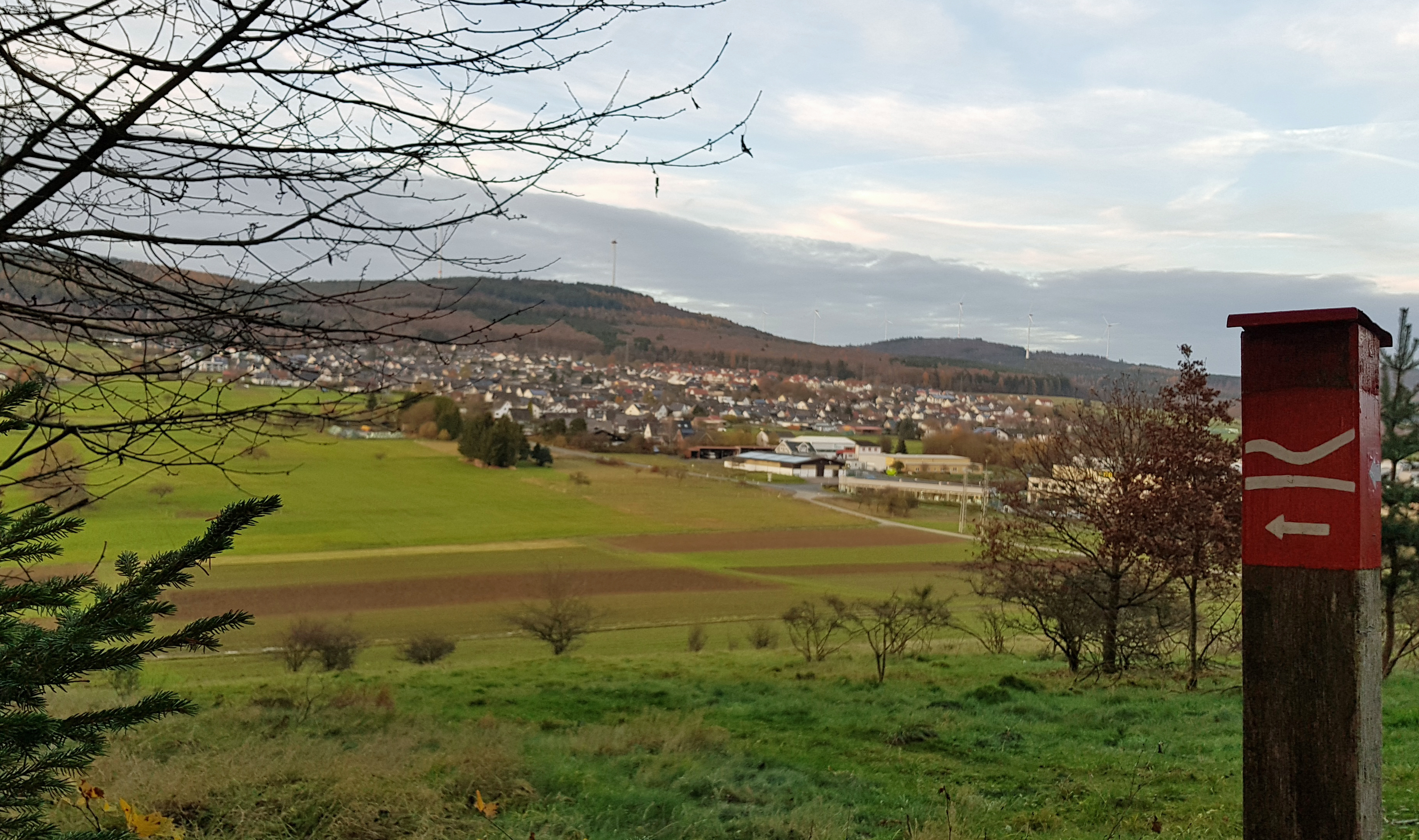
Rothaarsteig mit Blick auf Manderbach
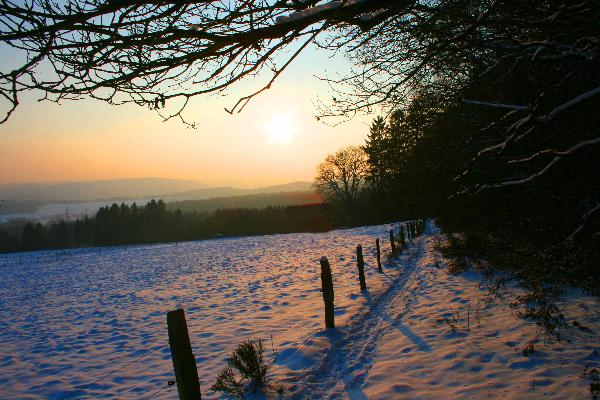
Der Rothaarsteig bei Dillenburg-Manderbach

Bis 2019 gab es eine Schokoladen- und Pralinen-Manufaktur von Läderach in Dillenburg-Manderbach, das Werk wurde geschlossen.
Seit 2020 befindet sich dort das Werk Manderbach der Isabellenhütte Heusler GmbH & Co KG.
Des Weiteren befinden sich eine Vielzahl von Unternehmen der verschiedensten Branchen im Gewerbegebiet Manderbach, welches sich im Anschluss der Wohnbebauung von Dillenburger Straße und Löhrenstraße bis nach Dillenburg an die Kasseler Straße ausdehnt.

### Bildung
- Kindergarten
- Grundschule